# حلبة مونزا

مسار حلبة مونزا في الفورمولا واحد

حلبة مونزا هي حلبة لسباق السيارات في مونزا شمال إيطاليا، وتستضيف سباق الجائزة الكبرى الإيطالي للفورمولا واحد، وسباق 1000 كيلومتر للسيارات الرياضية ضمن سلسلة لي مانز، إضافة إلى عدد آخر من مسابقات رياضة السيارات والرياضات الآلية. وتعتبر الحلبة واحدة من حلبات السباق الأقدم في العالم.
بنيت في عام 1922 ضمن حديقة مونزا رويال فيلا في منطقة أراض مشجرة على مسافة 10 كيلومتر للمسار الرئيسي. وعلى مدى الأعوام التالية جرت عدد من التعديلات على الحلبة لدواع السلامة وهي الآن تحوي مسار للفورمولا واحد بمسافة 5,793 كيلومتر ( 3.600 ميل)، ومسار المبتدئين بمسافة 2.405 كيلومتر ( 1.494 ميل)، ومسار بيضاوي بالمنعطفات الحادة بمسافة 4.250 كيلومتر ( 2.641 ميل) الذي كان مستخدما في فترة ماضية لمدة عدة عقود.

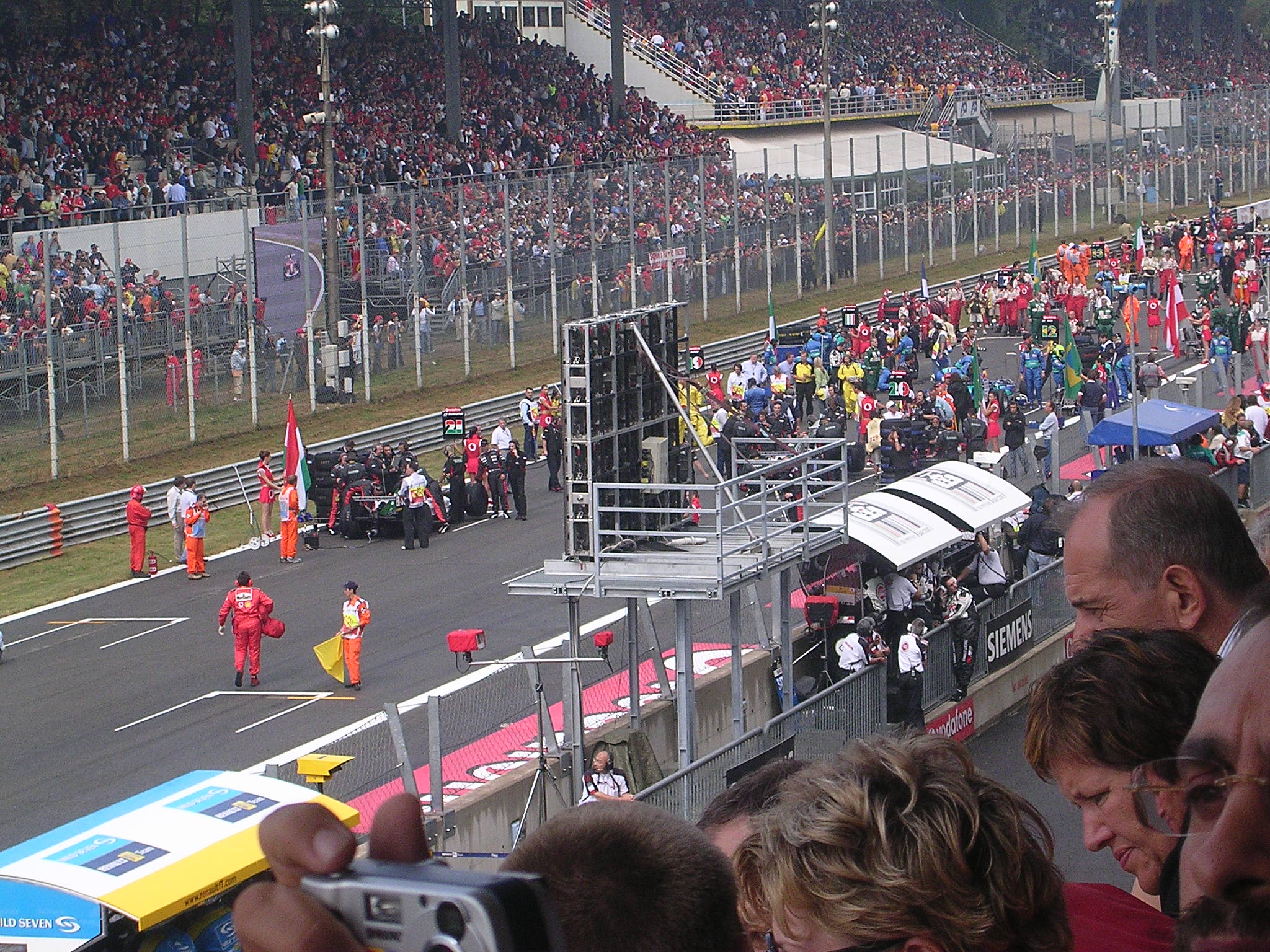
سباق الجائزة الكبرى الإيطالي 2004 في حلبة مونزا

في سباقات الفورمولا واحد تعتبر الحلبة اختبارا لسرعة السيارة بوجود المسارات المستقيمة والمنعطفات السريعة. والتي قد تصل إلى سرعة 370 كيلومتر في الساعة، ولطبيعة المسار المسطح عموما في الحلبة، وانخفاض مستوى قوى الجذب نتيجة ديناميكا الهواء المنخفضة،  يلاحظ مستويات منخفضة لتماسك السيارة وبالتالي فقدان السيطرة على خلفية السيارة، وتعتبر هي المسالة الأكثر تحديا مما هو عليه في الحلبات الأخرى.